# Diploschistes hypoleucus
Diploschistes hypoleucus är en lavart som beskrevs av Zahlbr. Diploschistes hypoleucus ingår i släktet Diploschistes och familjen Graphidaceae.   Inga underarter finns listade i Catalogue of Life.